# Wierch-Maruszka
Wierch-Maruszka (ros. Верх-Марушка) – wieś (sieło) w Rosji, w Kraju Ałtajskim, w rejonie celinnym. W 2010 liczyła 604 mieszkańców.